# Aqueduto das Águas Livres
O Aqueduto das Águas Livres é um complexo sistema de captação, adução e distribuição de água à cidade de Lisboa, em Portugal, e que tem como obra mais emblemática a grandiosa arcaria em cantaria que se ergue sobre o vale de Alcântara, um dos bilhetes postais de Lisboa.
O Aqueduto foi mandado construir por D. João V, no século XVIII, tendo origem na nascente das Águas Livres, em Belas, Sintra, e o progressivamente reforçado e ampliado ao longo do século XIX. Resistiu incólume ao Terramoto de 1755.

## História

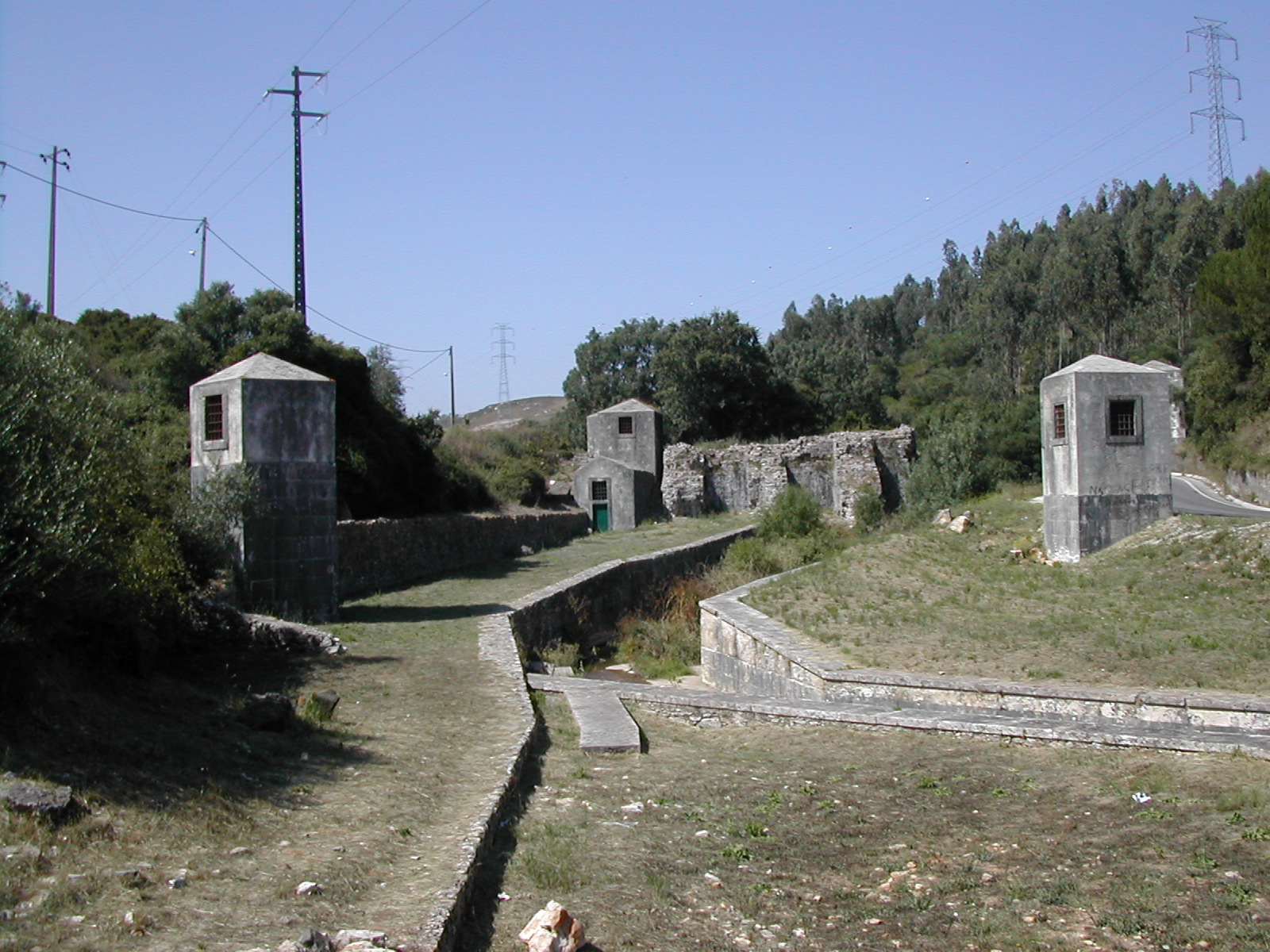
Barragem romana de Belas, Sintra.

Desde que as populações se começaram a instalar na região de Lisboa, que a escassez de água potável era uma constante. Apesar da existência de um rio no local, o Tejo, a sua água era imprópria para consumo, pois a ampla foz do rio faz com que a água seja contaminada pelo mar, tendo por isso níveis de salinidade inadequados. A única área de Lisboa com nascentes de água era o bairro de Alfama. Com o crescimento da cidade para fora das cercas medievais foi-se instalando uma situação de défice crónico no abastecimento de água. Foi ganhando então força a ideia de aproveitar as águas do vale da ribeira de Carenque, na região de Belas. Estas águas foram primeiramente utilizadas pelos romanos, que aí haviam construído uma barragem e um aqueduto.

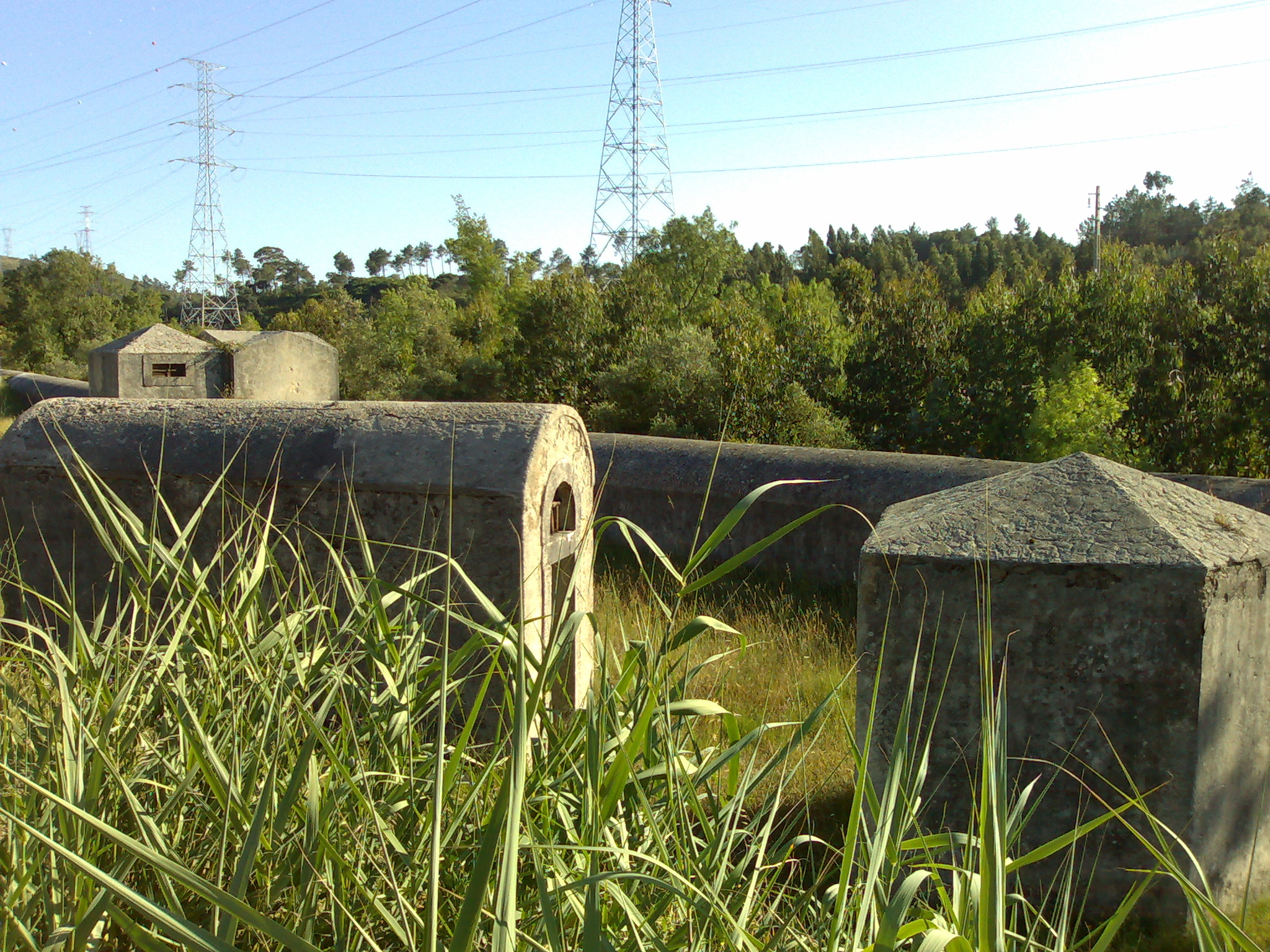
Pormenor do aqueduto em Belas.

### Antecedentes
Em 1571, Francisco de Holanda (1517 - 1585) propõe a D. Sebastião (1554 - 1578) na sua obra Da Fábrica que Falece à Cidade de Lisboa que estabelecesse uma rede de abastecimento de água que servisse a cidade de Lisboa, rede essa que tinha já sido iniciada pelos romanos. Os vestígios do aqueduto romano eram ainda suficientes para que tivessem sido considerados, em 1620, para a passagem das Águas Livres de Lisboa. Anos mais, já no reinado de D. João V, um novo imposto especial é criado pelo rei para a construção do aqueduto. Esta taxa confundiu-se com o real da água, um imposto igualmente sobre sobre a carne e vinho e que já existia desde o tempo de D. Manuel I e que fora utilizado para outras obras de saneamento no país. 

### Construção

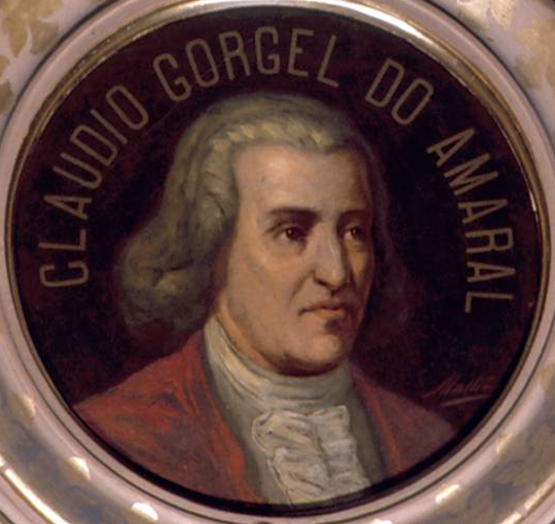
Cláudio Gorgel do Amaral, Procurador da Cidade de Lisboa em 1728.

Preocupado com a falta de água na cidade, o Procurador da Cidade, em 1728, estabeleceu uma taxa sobre a carne, vinho, azeite e outros produtos alimentares com o intuito de angariar financiamento para a construção do aqueduto. Um ano depois, em 1729, foram nomeados três homens para a elaboração do plano de construção do sistema que incluiria a construção de um troço monumental do aqueduto sobre o vale de Alcântara. Esses três homens eram António Canevari, arquiteto italiano, o Coronel Engenheiro Manuel da Maia e João Frederico Ludovice, arquiteto alemão, responsável também pelo Convento de Mafra.
Em 1731, o Alvará Régio do rei D. João V ditou o início do projeto. Um ano depois, Canevari é afastado da direção do empreendimento, tendo sido substituído por Manuel da Maia. Este orientou o traçado que o aqueduto deveria seguir desde a nascente até à cidade. O sistema iria terminar num enorme "cálice" a partir do qual sairiam várias condutas que ligariam aos muitos chafarizes espalhados por Lisboa. Optou-se por um aqueduto forte mas não magnífico, fazendo contudo um castelo monumental já dentro da cidade onde chegaria a água, edifício o qual a população poderia melhor apreciar devido à sua proximidade.

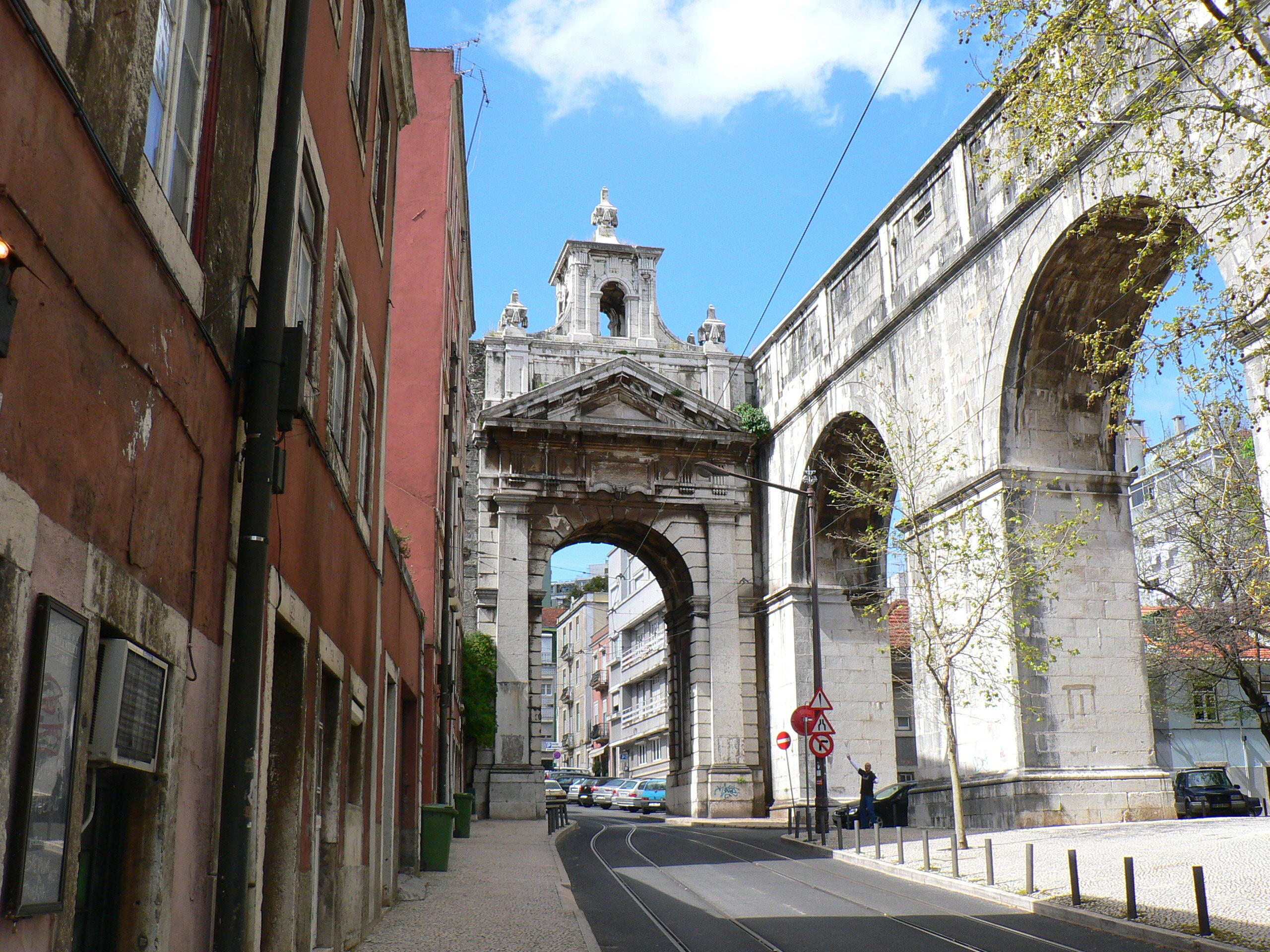
Portalão nas Amoreiras, Lisboa.

Passados cinco anos do Alvará Régio, e as obras ainda não tinham sequer sido iniciadas. Manuel da Maia, então responsável pelo projecto, foi substituído por Custódio Vieira. As obras começaram muito lentamente devido a atritos com os mais altos responsáveis pela obra, tal como prior de S. Nicolau. Em 1740 começou a ser construído o troço mais conhecido e mais visível do aqueduto. Quatro anos depois, em 1744, é finalizado o Arco Grande, e morre Custódio Vieira. A obra passou a ser dirigida pelo húngaro Carlos Mardel, que haveria de ter, após o grande terramoto de 1755, um papel crucial na reconstrução da Baixa Pombalina. Foi ele que decidiu instalar a Mãe d'Água perto do Rato, nas Amoreiras, ao invés da proposta inicial de se localizar em S. Pedro de Alcântara. A solução foi muito questionada e criticada, sobretudo por Ludovice, que queria que o "cálice" fosse construído onde inicialmente tinha sido pensado, mas mesmo assim a obra continuou. Em 1748, com a finalização dos 12 arcos de volta perfeita das Amoreiras, o aqueduto ficou terminado, transportando diariamente cerca de 1300 m³ de água, três vezes mais que a oferta original.

### Período de funcionamento

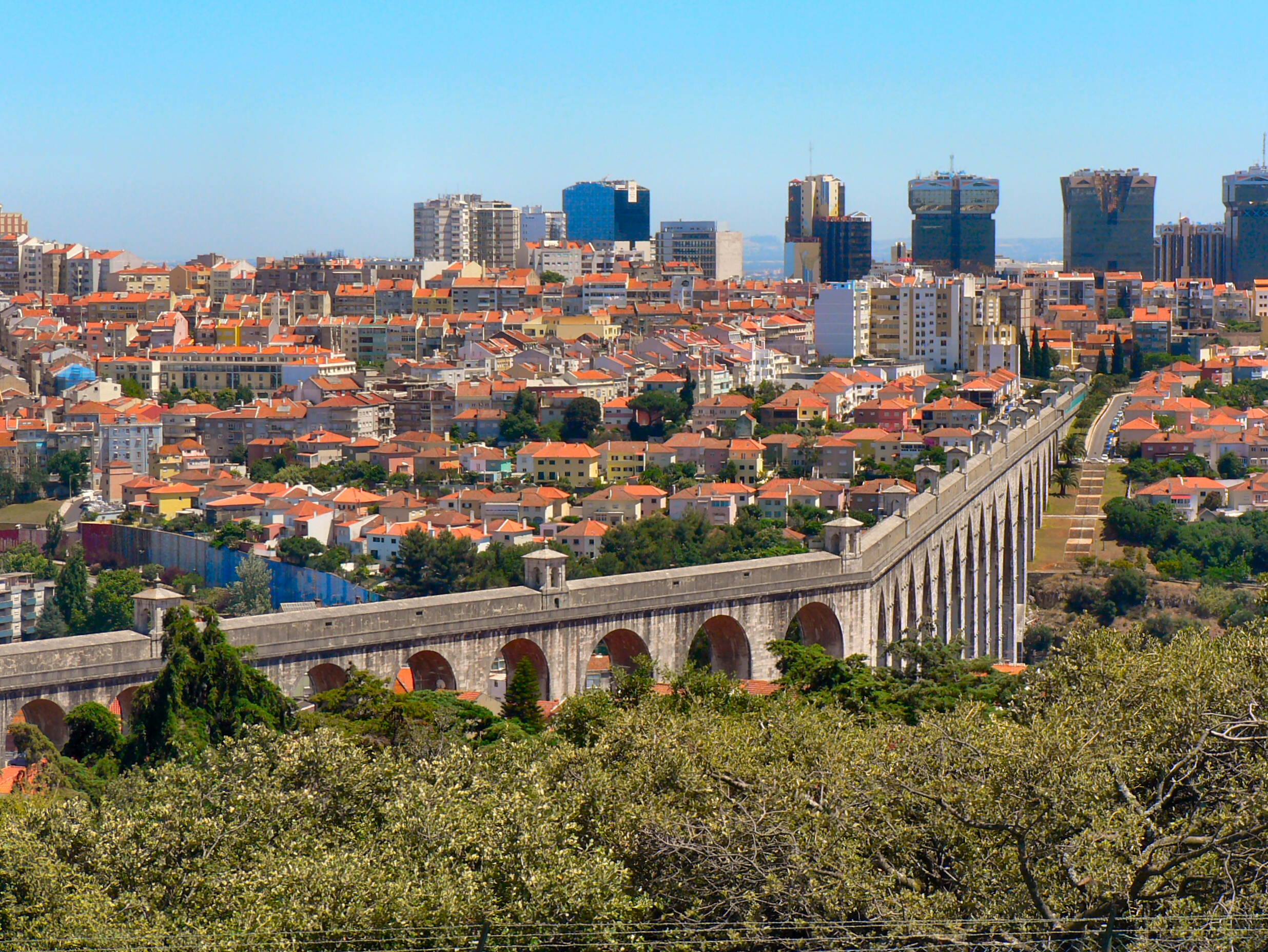
Aqueduto das Águas Livres, Vale de Alcântara, Lisboa.

Depois de ter entrado em funcionamento, em 1748, toda uma nova rede de chafarizes e fontes foi construída na cidade, alimentados por gravidade, como por exemplo o Chafariz da Esperança. Desde logo, também, a capacidade do aqueduto foi aumentada devido às crescentes necessidades de água potenciadas pelo crescimento demográfico da cidade. Os sucessivos aumentos do aqueduto, principalmente a montante, com o objetivo de fazer chegar até ele mais água, totalizaram um comprimento de 58 135 metros de galerias subterrâneas e também elevadas.
O caminho público por cima do aqueduto encerrou totalmente em 1852, sendo falsa a ideia de que isso se deveu aos crimes hoje atribuídos a Diogo Alves.
Em 1880, a importância do aqueduto diminuiu bastante devido ao início da exploração das águas do Alviela, através do Aqueduto do Alviela que levava a água até ao reservatório dos Barbadinhos onde a água era elevada com máquinas a vapor, alimentando Lisboa de água potável. O aqueduto manteve-se porém em funcionamento até 1967 através da colocação de tubagem de metal que transportava água de outras origens (são visíveis ainda no interior as sapatas de betão onde assentavam), tendo sido definitivamente desativado pela Companhia das Águas de Lisboa em 1968.

### Atualidade
Atualmente é possível fazer um passeio guiado pela arcaria do vale de Alcântara. Também é possível, ocasionalmente, visitar o reservatório da Mãe d'Água das Amoreiras, o Reservatório da Patriarcal e troços do aqueduto geral na região de Belas e Caneças. Em todo o território do município da Amadora é possível ver troços à superfície do aqueduto.

## Características
O aqueduto das Águas Livres tem início na Mãe d'Água Velha, que recolhia a água da nascente da Água Livre, em Belas, e termina no Reservatório da Mãe d'Água das Amoreiras após um percurso de 14 174 metros.
A extensão da rede de captação e adução, incluindo todos os tributários, foi crescendo até atingir um total de 47 quilómetros, recolhendo água de 58 nascentes, boa parte delas na zona da serra da Carregueira. Se ainda se considerarem os 11 quilómetros da rede de distribuição dentro da cidade, o sistema atinge uma extensão total de 58 quilómetros.

### Captação

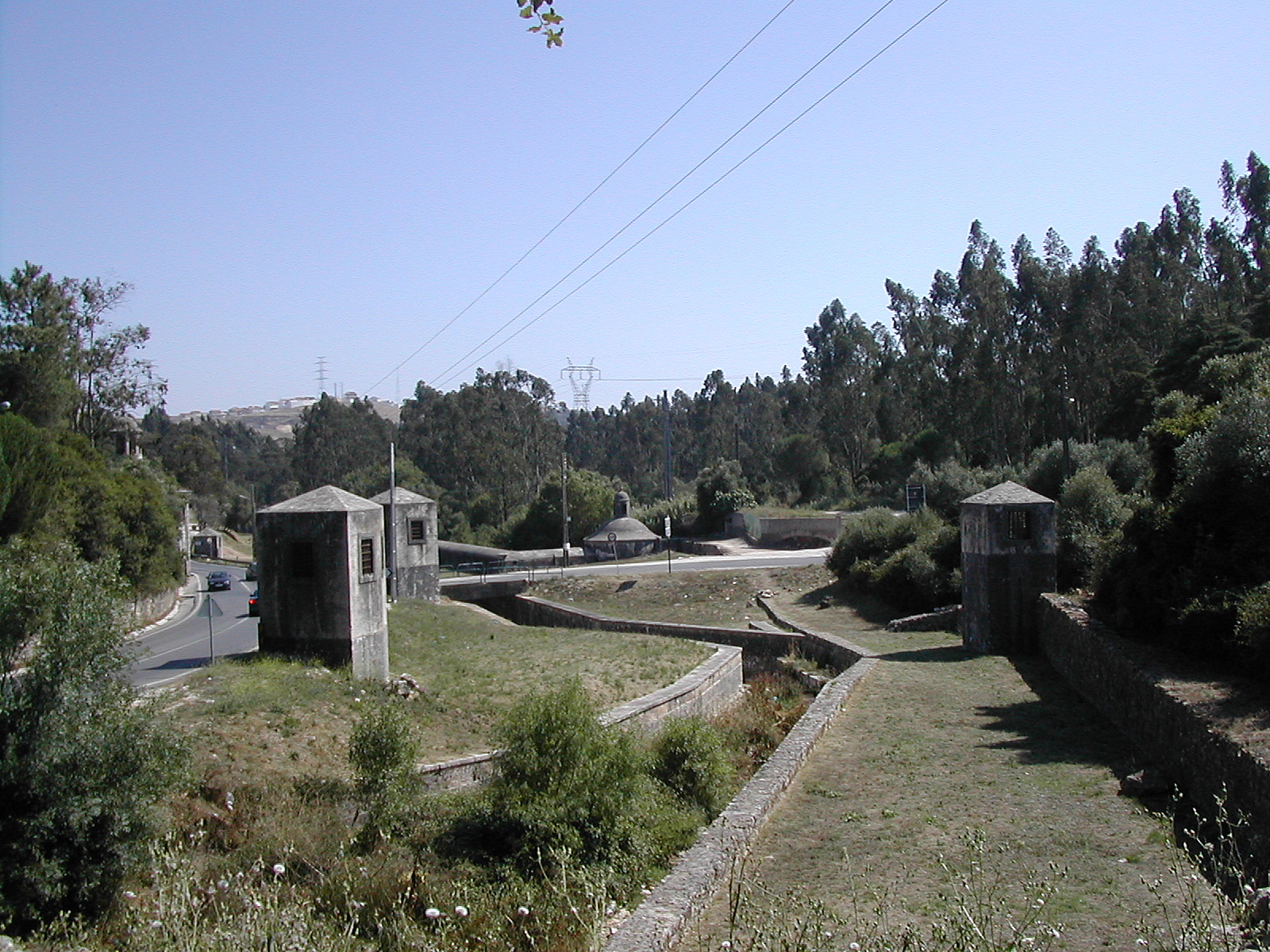
Aqueduto das Águas Livres, Belas, Mãe d'Água Velha (estrutura circular, ao centro).

Na primeira fase de funcionamento do aqueduto, a captação de águas era feita apenas na nascente das Águas Livres e algumas outras perto do local. O escoamento recolhido era enviado para a Mãe d'Água Velha de onde partia o aqueduto principal. Contudo, devido à crescente necessidade de água da capital a rede de aquedutos tributários do principal alargou-se progressivamente. Esse crescimento verificou-se no aparecimento de novos aquedutos que ligavam ao principal, aos quais estavam ligados uma série de outros aquedutos mais pequenos. De entre os aquedutos que alimentaram o das Águas Livres destacam-se:
- Aqueduto do Caneiro
- Aqueduto da Mata
- Aqueduto das Galegas
- Aqueduto das Francesas

Situada em Caneças, a Mãe d'Água Velha recolhia a água que provinha da nascente das Águas Livres. É um edifício cilíndrico de 6 metros de diâmetro no qual era armazenada a água antes de ser lançada para o aqueduto. A Mãe d'Água Nova apareceu aquando da expansão da rede de captação de águas do aqueduto principal. Este servia para armazenar as águas provenientes do aqueduto do Carneiro com o aqueduto da Quintã. A partir deste reservatório parte uma galeria que se junta, 425 m abaixo, ao aqueduto das Águas Livres.

### Aqueduto de Alcântara
Com um total de 127 arcos, o troço mais conhecido, e mais visível, do aqueduto das Águas Livres é o que passa sobre o vale de Alcântara. Tem 941 metros de comprimento e é constituído por 21 arcos de volta perfeita e 14 arcos centrais em ogiva.

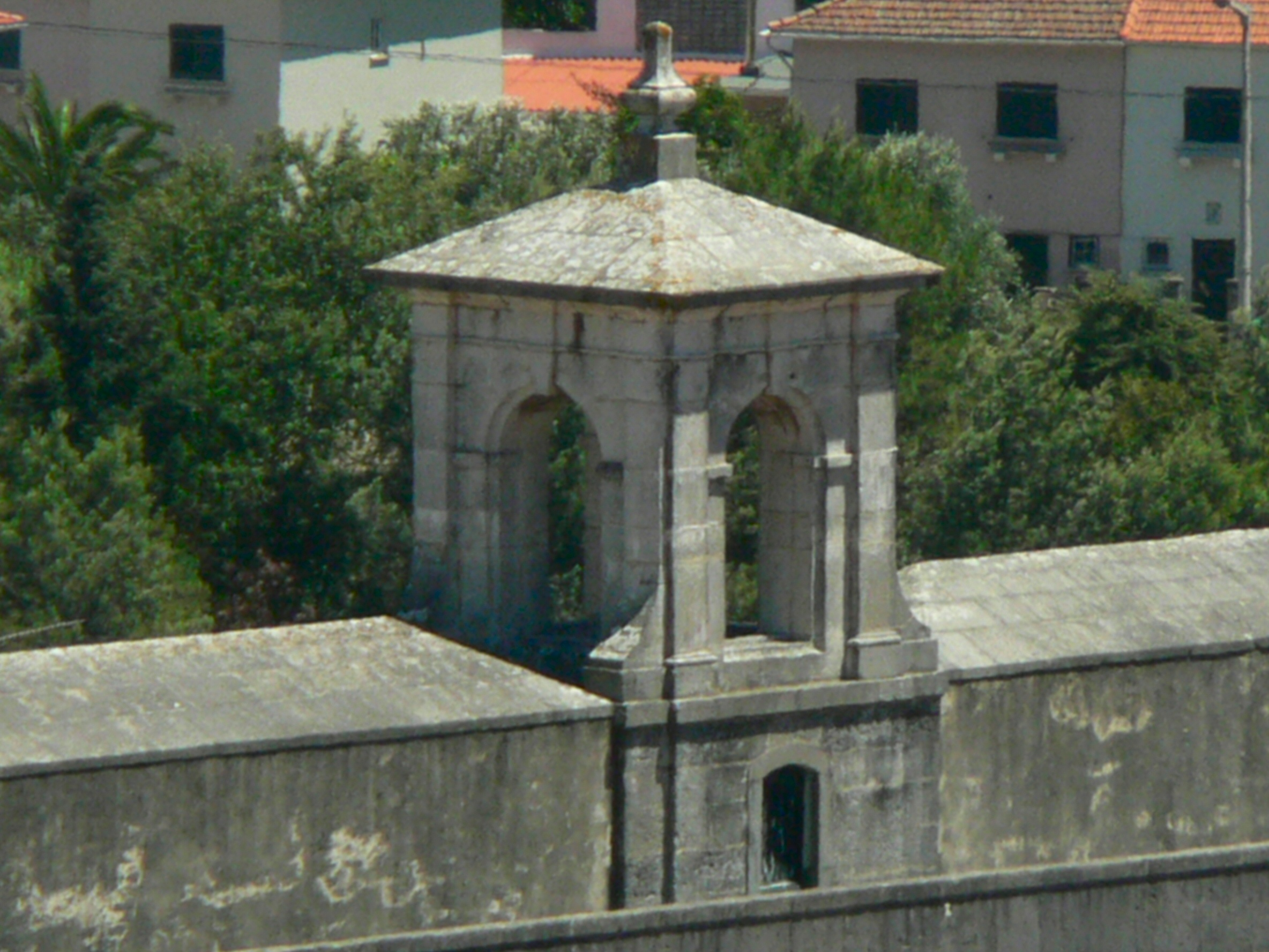
Lanternim no aqueduto de Alcântara.

Carlos Mardel, quando projetou o aqueduto, que viria a ser terminado em 1744, pensou em incluir na estrutura uma passagem que permitisse que os habitantes da cidade pudessem atravessar o vale de Alcântara desde Lisboa até Monsanto. Para tal, serviu-se dos 3,5 metros de espessura da estrutura para nela inserir dois caminhos de 66 centímetros de largo, dividido pela galeria que transporta a água. De forma a ligar os dois caminhos existem alguns lanternins que permitem que se passe de um lado para o outro da galeria. Os lanternins têm também uma função arquitetónica bem definida, que é a de cortar um pouco da monotonia visual provocada pela grande e pesada arcaria, dando-lhe um toque de elegância e beleza. Para além dessas duas funções tem ainda outra, que, no que diz respeito à sua verdadeira funcionalidade, é a mais importante — respiradouro; por forma a oxigenar as águas que passam na galeria, o contacto com a atmosfera, que os lanternins permitem, é fundamental para a qualidade da água transportada.

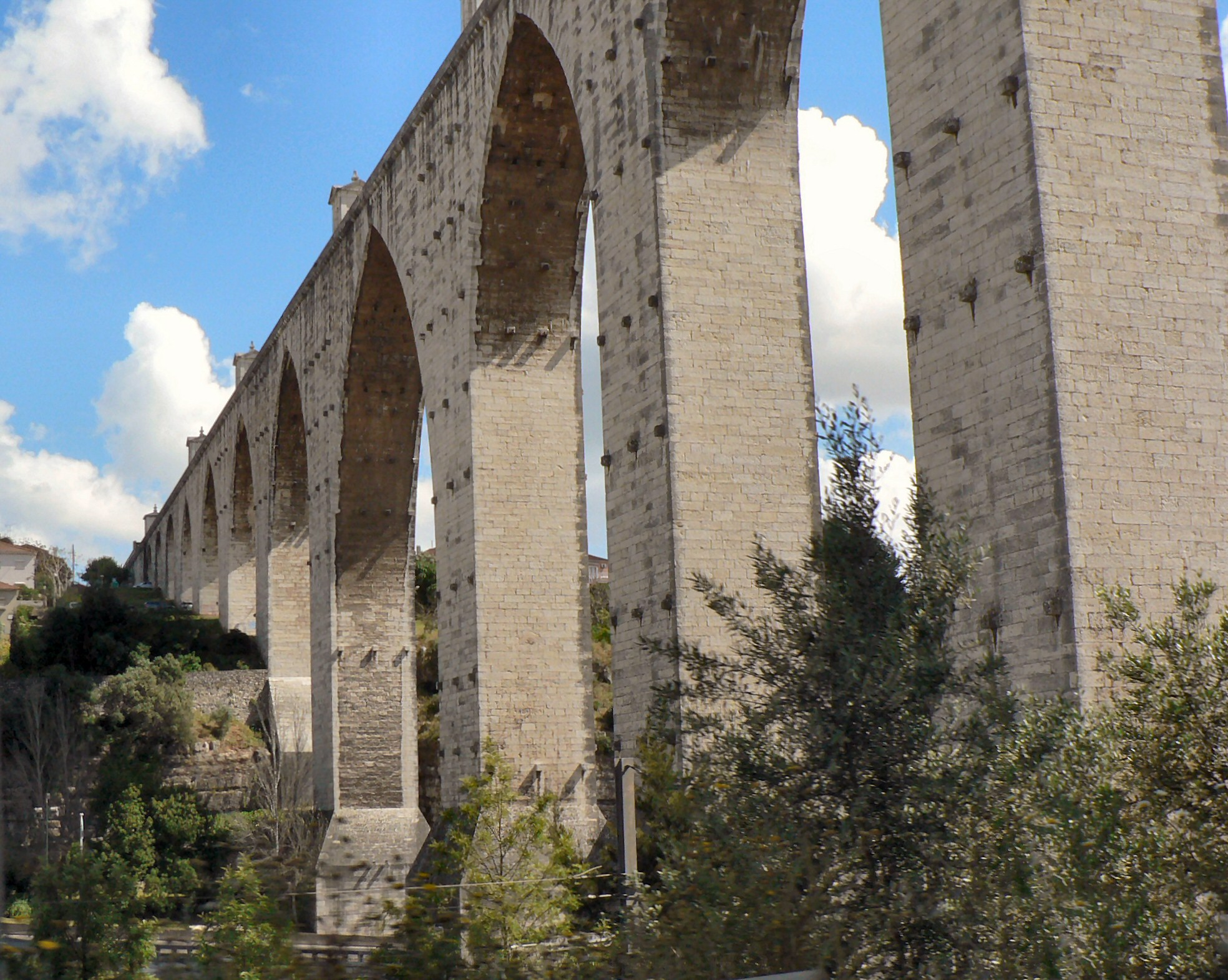
Vista do aqueduto de Alcântara desde do chão.

A opção dos arcos em ogiva foi a solução mais indicada devido aos grandes vãos a vencer e também devido à grande altura da estrutura. Portanto, depois de começada a descida em direção ao fundo do vale de Alcântara, feita através de dezoito arcos de volta redonda, ainda em Monsanto, a arcaria passa a ser em ogiva. Na encosta de Campolide, o aqueduto termina com três arcos de volta perfeita; a não opção por arcos em ogiva deveu-se a Custódio Vieira, que afirmou que a altura do aqueduto nesse troço não justificava arcos em ogiva, que eram de execução mais difícil. As pedras salientes ao longo de todo o aqueduto foram deixadas com um propósito estético, mas foram inicialmente prevista e usadas com apoio para os andaimes usados na construção da estrutura.

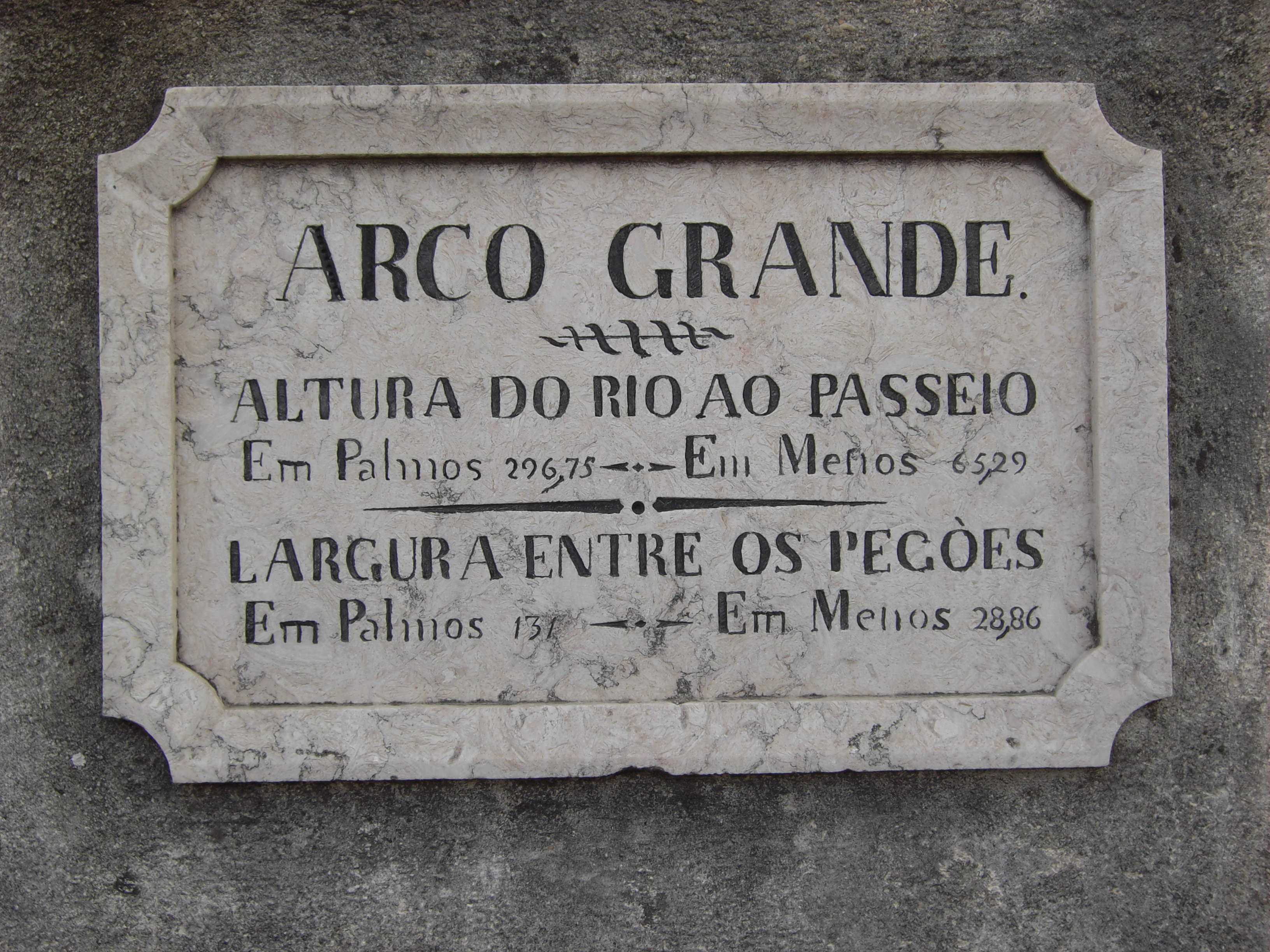
Placa que assinala o Arco Grande.

De todos os catorze arcos em ogiva destaca-se o Arco Grande. O maior arco da imponente arcaria foi a parte de mais difícil execução neste troço, e talvez de toda a obra. Mede 65 metros de altura e dista 29 metros entre pegões, sendo o maior arco ogival do mundo. Teve de assim ser concebido devido à passagem da ribeira de Alcântara entre os seus pegões. Em caso anteriores da História, optou-se por uma solução mais simples — a sobreposição de arcos — com o objetivo de vencer vãos tão grandes como este; neste caso tal não foi opção, pois destoaria da restante arcaria que atravessa o vale e ao mesmo tempo dá à obra um ar monumental e grandioso. De cada um dos lados do passeio existem duas placas iguais com a seguinte inscrição: Arco Grande/Altura do rio ao passeio/Em palmos: 296,75 - Em metros:65,29/Largura entre Pegões/Em palmos: 131 - Em metros:28,86.
Atualmente, debaixo destes arcos passam diversas vias de comunicação. Sob o Arco Grande passa a Av. Calouste Gulbenkian com seis vias de trânsito (3x2). Em 1887 foi inaugurada a linha de caminho-de-ferro, entre as estações de Campolide e Alcântara-Terra, passando por de baixo de um dos arcos; desde 1999 passa por aí também a linha de comboio que atravessa a Ponte 25 de Abril. Também o Eixo Norte-Sul, acabado em 1997, com seis vias (3/sentido) aí passa; devido à insuficiente largura entre pegões, a via está dividida em dois, passando cada um dos sentidos debaixo de arcos consecutivos.

### Arco do Carvalhão
O troço mais visível do aqueduto, após o atravessamento do vale de Alcântara é o arco do Carvalhão. O conjunto, constituído por quatro arcos de volta perfeita, foi projectado por Custódio Vieira e Carlos Mardel e construído entre 1742 e 1745. Obteve o seu nome devido ao proprietário do terreno, Sebastião José de Carvalho e Melo, futuro Marquês de Pombal.
Neste troço do aqueduto faz-se a ligação do aqueduto principal à Galeria do Campo de Santana, que levava água para Oriente, em direcção a Entrecampos,S. Sebastião e Intendente. Entre dois dos arcos estava situado o chafariz da Cruz das Almas.

### Reservatório das Amoreiras

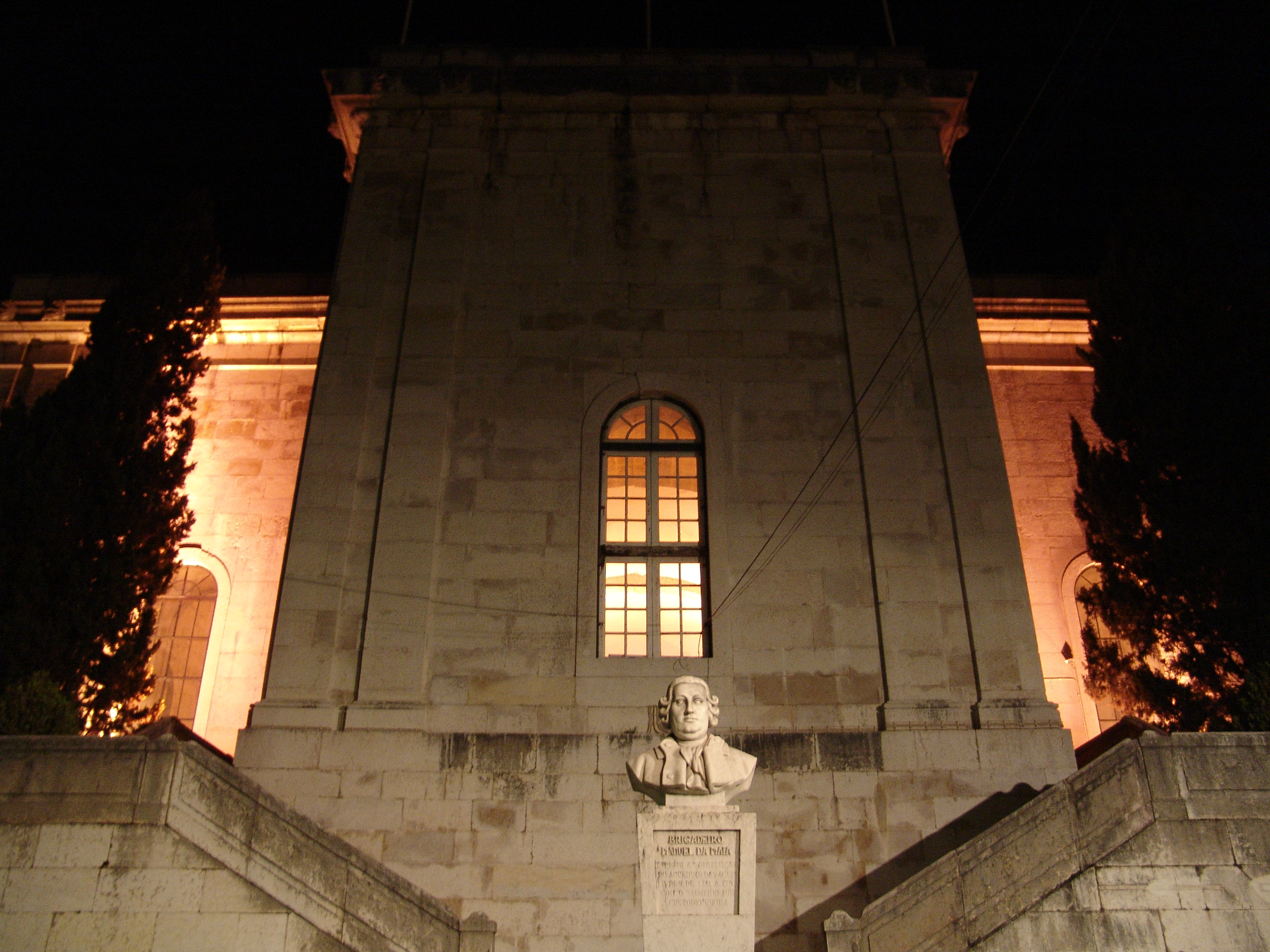
Reservatório da Mãe d'Água das Amoreiras, em Lisboa.

Inicialmente pensada para ser construída entre São Roque e os terrenos do Palácio dos Condes de Soure, a Mãe d'Água foi desenhada por Carlos Mardel. Foram demolidas algumas casas e o solo terraplanado. Acabou por ser edificada em Campolide de Baixo, junto ao Rato por ordem do Marquês de Pombal.
Mardel trabalhou na Mãe d'Água a partir de 1745 até 1763, ano da sua morte. O projeto estava inacabado e foi retomado por Reinaldo Manuel dos Santos (1731 - 1791) em 1772. A alteração de arquiteto fez com que também o desenho do edifício tenha sido alterado, tanto no interior como no exterior. O projeto foi terminado apenas em 1834, já no reinado de D. Maria II, com a construção da cobertura, tendo apenas nessa altura começado a trabalhar em pleno.
A este edifício está anexado um outro, a Casa do Registo, de onde partem duas das principais galerias distribuidoras das Águas Livres, a do Loreto e a da Esperança, para além de uma terceira, mais pequena, que abastece o Chafariz do Rato.
Atualmente esse espaço, integrado no Museu da Água da EPAL, é utilizado para exposições de arte, desfiles de moda e outros eventos.

### Distribuição
A distribuição das águas provenientes do aqueduto era feita através de chafarizes. Na extremidade jusante do aqueduto, a Mãe d'Água das Amoreiras recebia e distribuía as águas por galerias e encanamentos que as encaminhavam para uma rede de chafarizes públicos. Antes ainda de chegar ao centro de Lisboa, o aqueduto alimentava alguns locais, tais como a Falagueira (Amadora), Benfica e São Domingos de Benfica. O facto de entrar em Lisboa pelo lado ocidental, a uma cota de 95 metros, permitiu a criação de uma extensa rede de chafarizes em toda essa zona da cidade.
Eram cinco as galerias que distribuíam a água na zona da cidade de Lisboa compreendida entre os vales de Arroios e de Alcântara:
- Galeria das Necessidades
- Galeria da Esperança
- Galeria do Rato
- Galeria do Loreto
- Galeria de Santana

As três primeiras seguiam a partir do Reservatório das Amoreiras, enquanto que a última partia do arco do Carvalhão. O chafariz do Rato e o chafariz da Cruz das Almas eram abastecidos diretamente do aqueduto, sem que necessitassem de galerias que transportassem a água até eles.

## Romance sobre o Aqueduto das Águas Livres
Em 2004, o escritor português Pedro Almeida Vieira publicou o romance «Nove Mil Passos» que tem como destaque as carências de água em Lisboa e as fases e dificuldades de construção do Aqueduto das Águas Livres. O romance tem como narrador o espírito de Francisco de Holanda, que relata, para além da vivência na Corte de D. João V, as complicações geradas ao longo de duas décadas até à chegada da água a Lisboa.